# نوومونوشکینو
نوومونوشکینو (به لاتین: Novomonoshkino) یک منطقهٔ مسکونی در روسیه است که در سرزمین آلتای واقع شده‌است.